# Mount Wendland
Mount Wendland ist ein 1650 m hoher Berg in der antarktischen Ross Dependency. Er ragt 3 km nordöstlich des Mount Kenney am Kopfende des Massam-Gletschers in den Prince Olav Mountains auf.
Kartiert wurde der Berg am 18. November 1970 von einer Mannschaft der Ohio State University, die von 1970 bis 1971 für das United States Antarctic Research Program in diesem Gebiet tätig war. Das Advisory Committee on Antarctic Names benannte ihn nach dem Geologen Vaughn P. Wendland (* 1948), einem Mitglied der Mannschaft.